# 松尾英三
松尾 英三（まつお えいぞう、1931年2月20日 - ）は、日本の実業家。元島原鉄道社長。雲仙普賢岳の噴火に伴う土石流により一部区間が寸断された島原鉄道の再建に尽力した。

## 経歴・人物
1931年長崎県生まれ。長崎県立長崎東高等学校、長崎大学経済学部を経て、1954年に長崎県入庁。県通商貿易課勤務を経て、香港やバンコクで貿易促進駐在員を務めた。その後長崎県議会事務局長、労働部長、企画部長を歴任し、1989年に長崎空港ビルディング常務取締役に就任。同社専務取締役を経て、1993年島原鉄道社長に就いた。
島原鉄道は当時、1991年を中心に起きた雲仙普賢岳の噴火災害により、島原外港駅－深江駅間が不通となっていた。これを受けて、水無川流域の高架化などを含む再建計画を示した。中でも総工費30億円といわれる「安新大橋」の建設に尽力し、国などからの補助金を受けて完成させ、1997年に全線運転再開を果たした。同年10月には第三セクター会社「みずなし本陣」の設立に伴い、同社の社長に就任。火山学習施設を併設した道の駅「みずなし本陣ふかえ」（現・道の駅ひまわり）を1996年4月に開業させた。1997年には島原観光汽船が運航を休止していた島原－大牟田（三池）航路を再開させ、観光客の誘致に努めた。1999年6月に社長退任。2002年に勲四等瑞宝章受章。

## 略歴
- 1954年 - 長崎大学経済学部卒業
- 1954年 - 長崎県入庁
- 1975年 - 同県北振興局経済部長
- 1987年 - 同企画部長
- 1989年 - 長崎空港ビルディング常務取締役
- 1991年 - 同代表取締役専務
- 1993年 - 島原鉄道社長
- 1999年 - 同退任

## 著書
- 『よみがえる南蛮貿易：創作・被爆記・随想』　太郎舎、1982年。